# 里奇·卡兰达·苏华迪
里奇·卡兰达·苏华迪（1992年1月21日—），印尼男子羽毛球運動員。

## 簡歷

### 2010年-2012年 国际赛夺冠
2010年3月，里奇·卡兰达·苏华迪代表印尼参加马来西亚吉隆坡举办的亞洲青年羽毛球錦標賽，在率先进行的团体赛，印尼队赢得了铜牌；而与德拉·德斯迪亚拉·哈里斯的混双準决赛以0比2（19-21、19-21）不敌马来西亚的区耀汉/賴沛君，赢得混合双打季军。同年12月，他与阿格里皮纳·普里玛·罗曼托·普特拉出战印度羽毛球大獎賽，在男双準决赛以1比2（23-21、12-21、19-21）惜败于赛会头号种子、马来西亚的顏德財/陳斌生。
2011年7月，里奇·卡兰达·苏华迪与穆罕默德·乌林努哈出战新加坡羽毛球國際系列賽，在男双準决赛以1比2（18-21、21-16、18-21）不敌队友的凯文·桑加亚·苏卡穆约/卢基·阿普里·努格洛侯。
2012年3月，里奇·卡兰达·苏华迪與穆罕默德·乌林努哈出戰越南羽毛球大獎賽，在男双决赛以2比0（21-12、21-19）击败了赛会2号种子、队友的吉德翁·马库斯·费尔纳尔迪/阿格里皮纳·普里玛·罗曼托·普特拉，夺得其首个国际赛的冠军。同年7月，他与穆罕默德·乌林努哈出战印尼羽毛球國際挑戰賽，在男双决赛以2比1（21-12、12-21、21-16）击败了队友的约纳森·苏亚达玛·达苏基/亨德拉·阿普利达·古纳万，夺得冠军。同年8月，他与穆罕默德·乌林努哈出战越南羽毛球大獎賽，在男双準决赛以0比2（11-21、13-21）不敌赛会2号种子、泰国的博丁·伊沙拉/玛尼蓬·宗集，赢得亚军。

### 2013年-2015年 超级赛夺冠、东南亚運動會双冠
2013年10月，里奇·卡兰达·苏华迪與贝里·安格里亚万出战倫敦羽毛球黃金大獎賽，在男双决赛以0比2（13-21、16-21）不敌赛会头号种子、丹麦强档的玛蒂亚斯·鲍伊/卡斯腾·摩根森，赢得亚军。同年10月，他与贝里·安格里亚万出战荷蘭羽毛球大獎賽，在男双决赛以1比2（21-14、18-21、17-21）不敌赛会4号种子、同胞的瓦赫尤·那亚卡·阿亚·邦卡亚尼拉/阿迪·尤苏夫，赢得亚军。
2014年11月，里奇·卡兰达·苏华迪與安加·普拉塔玛出战澳門羽毛球黃金大獎賽，在男双决赛以0比2（19-21、20-22）不敌赛会2号种子、新加坡的丹尼·巴瓦·克里斯南塔/查特·奇雅加特，赢得亚军。
2015年1月，里奇·卡兰达·苏华迪與安加·普拉塔玛出战泰國羽毛球國際挑戰賽，在男双决赛以1比2（14-21、21-13、14-21）不敌韩国的全棒澯/金德永，赢得亚军。同期1月，他与安加·普拉塔玛出战馬來西亞羽毛球大師賽，在男双準决赛以1比2（17-21、21-14、18-21）不敌日本的數野健太/山田和司。同年8月，他代表印尼参加新加坡举办的東南亞運動會羽毛球比賽，在率先进行的团体赛，印尼队赢得了东运会男子团体金牌；而与安加·普拉塔玛的男双决赛以2比0（21-12、24-22）击败了队友的吉德翁·马库斯·费尔纳尔迪/凯文·桑加亚·苏卡穆约，夺得东运会男子双打金牌，成为了本届的双冠王。同年9月，他与安加·普拉塔玛出战日本羽毛球超級賽，在男双準决赛以0比2（16-21、16-21）不敌赛会头号种子、世界第一的李龍大/柳延星。同期9月，他与安加·普拉塔玛出战泰國羽毛球黃金大獎賽，在男双準决赛以1比2（19-21、21-17、16-21）不敌马来西亚的古健傑/陳文宏。

### 2016年-2017年 成绩下滑
2016年3月，里奇·卡兰达·苏华迪与安加·普拉塔玛出战紐西蘭羽毛球黃金大獎賽，在男双决赛以0比2（18-21、14-21）不敌赛会2号种子、韩国的高成炫/申白喆，赢得亚军。同期3月，他与安加·普拉塔玛出战印度羽毛球超级赛，在男双决赛以0比2（17-21、13-21）不敌同胞的吉德翁·马库斯·费尔纳尔迪/凯文·桑加亚·苏卡穆约，赢得亚军。同年6月，他与安加·普拉塔玛出战澳洲羽毛球超級賽，在男双决赛以0比2（14-21、15-21）不敌赛会7号种子、队友的吉德翁·马库斯·费尔纳尔迪/凯文·桑加亚·苏卡穆约，赢得亚军。同年9月，他与安加·普拉塔玛出战印尼羽毛球大師賽，在男双準决赛以1比2（14-21、21-18、19-21）不敌赛会5号种子、同胞的瓦赫尤·那亚卡·阿亚·邦卡亚尼拉/凯文·桑加亚·苏卡穆约。同年10月，他与安加·普拉塔玛出战丹麥羽毛球首要超級賽，在男双準决赛以0比2（11-21、18-21）不敌泰国的博丁·伊沙拉/尼迪蓬·潘普佩克。同期10月，他与安加·普拉塔玛出战法國羽毛球超級賽，在男双準决赛以1比2（18-21、21-17、19-21）不敌泰国的博丁·伊沙拉/尼迪蓬·潘普佩克。
2017年3月，里奇·卡兰达·苏华迪与安加·普拉塔玛出战印度羽毛球超級賽，在男双决赛以0比2（11-21、15-21）不敌赛会4号种子、队友的吉德翁·马库斯·费尔纳尔迪/凯文·桑加亚·苏卡穆约，赢得亚军。同年10月，他与安加·普拉塔玛出战丹麥羽毛球首要超級賽，在男双準决赛以0比2（18-21、11-21）不敌赛会2号种子、队友的吉德翁·马库斯·费尔纳尔迪/凯文·桑加亚·苏卡穆约。

## 主要比賽成績
只列出曾進入準決賽的國際賽事成績：
| 年份   | 賽事                   | 公開賽級別 | 項目     | 拍檔                            | 成績   |
| ------ | ---------------------- | ---------- | -------- | ------------------------------- | ------ |
| 2010年 | 亞洲青年羽毛球錦標賽   | 其他       | 混合團體 | －                              | 準決賽 |
| 2010年 | 亞洲青年羽毛球錦標賽   | 其他       | 混合雙打 | 德拉·德斯迪亚拉·哈里斯          | 準決賽 |
| 2010年 | 新加坡羽毛球國際系列賽 | 國際系列賽 | 男子雙打 | 阿格里皮纳·普里玛·罗曼托·普特拉 | 亞軍   |
| 2010年 | 印度羽毛球大獎賽       | 大獎賽     | 男子雙打 | 阿格里皮纳·普里玛·罗曼托·普特拉 | 準決賽 |
| 2011年 | 新加坡羽毛球國際系列賽 | 國際系列賽 | 男子雙打 | 穆罕默德·乌林努哈               | 準決賽 |
| 2012年 | 越南羽毛球國際挑戰賽   | 國際挑戰賽 | 男子雙打 | 穆罕默德·乌林努哈               | 冠軍   |
| 2012年 | 印尼羽毛球國際挑戰賽   | 國際挑戰賽 | 男子雙打 | 穆罕默德·乌林努哈               | 冠軍   |
| 2012年 | 越南羽毛球大獎賽       | 大獎賽     | 男子雙打 | 穆罕默德·乌林努哈               | 準決賽 |
| 2012年 | 哥本哈根羽毛球大師賽   | 其他       | 男子雙打 | 穆罕默德·乌林努哈               | 準決賽 |
| 2013年 | 印尼羽毛球黃金大獎賽   | 黃金大獎賽 | 男子雙打 | 贝里·安格里亚万                 | 準決賽 |
| 2013年 | 倫敦羽毛球黃金大獎賽   | 黃金大獎賽 | 男子雙打 | 贝里·安格里亚万                 | 亞軍   |
| 2013年 | 荷蘭羽毛球大獎賽       | 大獎賽     | 男子雙打 | 贝里·安格里亚万                 | 亞軍   |
| 2014年 | 澳門羽毛球黃金大獎賽   | 黃金大獎賽 | 男子雙打 | 安加·普拉塔玛                   | 亞軍   |
| 2015年 | 泰國羽毛球國際挑戰賽   | 國際挑戰賽 | 男子雙打 | 安加·普拉塔玛                   | 亞軍   |
| 2015年 | 馬來西亞羽毛球大師賽   | 黃金大獎賽 | 男子雙打 | 安加·普拉塔玛                   | 準決賽 |
| 2015年 | 新加坡羽毛球超級賽     | 超級賽     | 男子雙打 | 安加·普拉塔玛                   | 冠軍   |
| 2015年 | 東南亞運動會羽毛球比賽 | 其他       | 男子團體 | －                              | 金牌   |
| 2015年 | 東南亞運動會羽毛球比賽 | 其他       | 男子雙打 | 安加·普拉塔玛                   | 金牌   |
| 2015年 | 日本羽毛球超級賽       | 超級賽     | 男子雙打 | 安加·普拉塔玛                   | 準決賽 |
| 2015年 | 泰國羽毛球黃金大獎賽   | 黃金大獎賽 | 男子雙打 | 安加·普拉塔玛                   | 準決賽 |
| 2016年 | 亞洲羽毛球團體錦標賽   | 其他       | 男子團體 | －                              | 冠軍   |
| 2016年 | 紐西蘭羽毛球黃金大獎賽 | 黃金大獎賽 | 男子雙打 | 安加·普拉塔玛                   | 亞軍   |
| 2016年 | 印度羽毛球超级赛       | 超級賽     | 男子雙打 | 安加·普拉塔玛                   | 亞軍   |
| 2016年 | 湯姆斯盃               | 其他       | 男子團體 | －                              | 亞軍   |
| 2016年 | 澳洲羽毛球超級賽       | 超級賽     | 男子雙打 | 安加·普拉塔玛                   | 亞軍   |
| 2016年 | 印尼羽毛球大師賽       | 黃金大獎賽 | 男子雙打 | 安加·普拉塔玛                   | 準決賽 |
| 2016年 | 丹麥羽毛球首要超級賽   | 首要超級賽 | 男子雙打 | 安加·普拉塔玛                   | 準決賽 |
| 2016年 | 法國羽毛球超級賽       | 超級賽     | 男子雙打 | 安加·普拉塔玛                   | 準決賽 |
| 2017年 | 印度羽毛球超級賽       | 超級賽     | 男子雙打 | 安加·普拉塔玛                   | 亞軍   |
| 2017年 | 丹麥羽毛球首要超級賽   | 首要超級賽 | 男子雙打 | 安加·普拉塔玛                   | 準決賽 |
| 2018年 | 亞洲運動會羽毛球比賽   | 其他       | 男子團體 | －                              | 银牌   |
| 2019年 | 印度羽球公開賽         | 超級500賽  | 男子雙打 | 安加·普拉塔玛                   | 亞軍   |

| 2007-2017年 | 首要超級賽 | 超級賽 | 黃金大獎賽 | 大獎賽 | 國際挑戰賽 | 國際系列賽 | 未來系列賽 | 其他 |

| 2018-2026年 | 總決賽 | 超級1000賽 | 超級750賽 | 超級500賽 | 超級300賽 | 超級100賽 | 國際挑戰賽 | 國際系列賽 | 未來系列賽 | 其他 |

### 奧運會和世錦賽參賽紀錄
|          | 搭檔            | 2014 | 2015 | 2016 | 2017 |
| -------- | --------------- | ---- | ---- | ---- | ---- |
| 男子雙打 | 贝里·安格里亚万 | 32強 | －   | －   | －   |
| 男子雙打 | 安加·普拉塔玛   | －   | 8強  | －   | 16強 |

## 主要对賽记录
贝里·安格里亚万與主要對手的對賽成績如下，截至2019年1月31日：
男雙 - 安加·普拉塔玛
| 對手                                          | 對賽次數 | 對賽結果 | 對賽結果 | 總計 |
| 對手                                          | 對賽次數 | 勝       | 負       | 總計 |
| --------------------------------------------- | -------- | -------- | -------- | ---- |
| K·S·苏卡穆约 G·M·费尔纳尔迪                   | 6        | 0        | 6        | -6   |
| 利安·阿刚·萨普特拉 贝里·安格里亚万            | 2        | 2        | 0        | +2   |
| 阿格里皮纳·普里玛·罗曼托·普特拉 马尔基斯·基多 | 2        | 2        | 0        | +2   |

| 對手                                      | 對賽次數 | 對賽結果 | 對賽結果 | 總計 |
| 對手                                      | 對賽次數 | 勝       | 負       | 總計 |
| ----------------------------------------- | -------- | -------- | -------- | ---- |
| 王齊麟 陳宏麟                             | 7        | 7        | 0        | +7   |
| 園田啟悟 嘉村健士                         | 7        | 5        | 2        | +3   |
| 柳延星 李龍大                             | 6        | 1        | 5        | -4   |
| 吳蔚昇 陳蔚強                             | 4        | 4        | 0        | +4   |
| 革德伦·吉丁努蓬 德差蓬·保乌拉努科         | 4        | 4        | 0        | +4   |
| 金基正 金沙朗                             | 4        | 3        | 1        | +2   |
| 遠藤大由 早川賢一                         | 4        | 2        | 2        | 0    |
| 安德斯·斯考劳普·拉斯姆森 金·阿斯特魯普    | 4        | 2        | 2        | 0    |
| 金子祐樹 井上拓斗                         | 3        | 3        | 0        | +3   |
| 马德斯·皮勒尔·科尔丁 马德斯·康拉德-彼德森 | 3        | 1        | 2        | -1   |
| 高成炫 申白喆                             | 2        | 1        | 1        | 0    |
| 保木卓朗 小林優吾                         | 2        | 1        | 1        | 0    |
| 林钦华 区耀汉                             | 1        | 1        | 0        | +1   |
| 特拉武特·波提恩 尼迪蓬·潘普佩克           | 1        | 1        | 0        | +1   |
| 拉馬錢德蘭·斯洛 南达戈帕尔·基达姆比       | 1        | 1        | 0        | +1   |
| 卡斯珀·安东森 尼克拉斯·诺尔               | 1        | 1        | 0        | +1   |
| 丹尼·巴瓦·克里斯南塔 查特·奇雅加特        | 1        | 0        | 1        | -1   |
| 弗拉基米尔·伊万诺夫 伊万·索松诺夫         | 1        | 0        | 1        | -1   |
| 山田和司 數野健太                         | 1        | 0        | 1        | -1   |